# LGBT práva v Mauritánii

Duhová mapa Mauritánie

Lesby, gayové, bisexuálové a transexuálové (LGBT) mají v Mauritánii konflikty se zákonem, jenž zbytek populace nemá. Mužská i ženská sexuální aktivita je v Mauritánii ilegální. Muslim, který provozuje mužský homosexuální styk, se zde trestá smrtí ukamenováním, zatímco muslimka provozující ženskou homosexuální aktivitu je trestána vězením.

## Zákony týkající se stejnopohlavní sexuální aktivity
Mauritánský právní řád vychází z principů islámského práva šaría.
S odvoláním se na neoficiální anglický překlad § 308 Trestního zákona z r. 1983: "Každý muslim, který se dopustí smilstva proti přírodě s jedincem téhož pohlaví, bude usmrcen veřejným ukamenováním." Francouzská verze § 308 Trestního zákoníku: "Tout musulman majeur qui aura commis un acte impudique ou contre nature avec un individu de son sexe sera puni de peine de mort par lapidation publique." Mauritánie takový zákon stále má, nicméně poslední známý případ jeho aplikace je před r. 1990. Ambasáda Spojených států amerických vydala v prosinci 2009 zprávu, že si nejsou vědomi žádného případu aplikace anti-homosexuálních zákonů.

## Životní podmínky
Ministerstvo zahraničních věcí Spojených států amerických v r. 2011 na základě zprávy ohledně lidských práv shledalo, že: "V Mauritánii během let nebyl léta zaznamenán případ trestního stíhání, ani žádného násilí, společenské diskriminace nebo systematického vládního pronásledování na základě sexuální orientace. Nejsou zde však vůbec žádné organizace usilující o rovná práva pro osoby jiné sexuální orientace nebo genderové identity, ačkoli neexistují žádné právní překážky bránící činnosti takových organizací."
| Legální stejnopohlavní styk                                                             | (Muži: smrt ukamenováním, Ženy: vězení, nicméně od r. 1987 nezaznamenány případy uplatňování těchto zákonů) |
| Stejný věk legální způsobilosti k pohlavnímu styku pro obě orientace                    | No |
| Anti-diskriminační zákony v zaměstnání                                                  | No |
| Anti-diskriminační zákony v přístupu ke zboží a službám                                 | No |
| Anti-diskriminační zákony v ostatních oblastech (homofobní urážky, zločiny z nenávisti) | No |
| Stejnopohlavní manželství                                                               | No |
| Jiná forma stejnopohlavního soužití                                                     | No |
| Adopce dítěte partnera                                                                  | No |
| Společná adopce stejnopohlavními páry                                                   | No |
| Gayové a lesby mohou otevřeně sloužit v armádě                                          | |
| Možnost změny pohlaví                                                                   | |
| Přístup k umělému oplodnění pro lesbické ženy                                           | No |
| Náhradní mateřství pro gay páry                                                         | No |